# أماندا أبي زيد
أماندا أبي زيد (بالإنجليزية: Amanda Abizaid)‏ هي كاتبة غنائية وملحنة ومغنية أمريكية، ولدت في القرن العشرين في بيروت في لبنان.

## وصلات خارجية
- أماندا أبي زيد على موقع IMDb (الإنجليزية)
- أماندا أبي زيد على موقع ميوزك برينز (الإنجليزية)